# Solana Kreka
Rudnik soli, solana u Kreki

## Povijest
Datira od 1891. godine. Otvaranju je prethodilo oslobađanje Bosne i Hercegovine od osmanske vlasti 1878. godine i dolazak industrijalizacije i povratak zapadne civilizacije s Austro-Ugarskom. Već 1880. godine Austro-Ugarska proglasila je državni monopol nad solju nakon čega 1885. sagrađena solana Simin Han te sve do danas Solana Tuzla neprekidno proizvodi i posluje sve do danas i bila je nosač razvoja cijelog kraja. Za potrebe Solane u Simin Hanu otvoren je 1884. rudnik mrkog ugljena u Kreki, isprva kao dio Solane u Simin Hanu, za čije je potrebe vađen mrki ugljen.
Istraživanja su nastavljena na brdu Trnovcu. Rezultati su bili dobri, što je motiviralo austro-ugarske vlasti pripremati izgradnju još jedne solane. Pogon u Kreki otvoren je jeseni 1891. godine. Proizvodnja je krenula sljedeće godine. Kad se projektiralo ovu solanu, primijenilo se rezultate pokusne industrijske proizvodnje soli s jednim kotaoom na Trnovcu. Nova solana u Kreki bila je suvremenija od one u Simin Hanu. Proširena je briketana za proizvodnju soli za ljudsku i stočnu ishranu. U dvama se sabirnim drvenim spremnicima ukupne obujma oko 194 prostorna metra skupljala voda s Trnovca. Krečanska je solana bila opremljena četirima kotlovima, a do 1905. su sagrađeni su peti i šesti, poslije sedmi, osmi i deveti kotao.
U dvadeset godina rada u pogonu iz Simin Hana i pogonu iz Kreke, koji su bili organizacijski spojeni i sa zajedničkom upravom, izgrađeno je ukupno 20 industrijskih kotlova. Godišnje su proizvodili 20.000 tona soli. Nakon otvaranja tih solana te slanih bunara na Trnovcu i Hukalu austro-ugarske vlasti dale su zatrpati stari osmanski bunar. Bunar na Solnom trgu otkopan je arheološki 2003. i konzerviran.
Sol se jodirala samo na sedmom kotlu. Uoči Drugoga svjetskog rata planirala je obnova proizvodnje. Počelo se s gradnjom dviju proizvodnih hala za ukuhavanje slane vode i proizvodnju varene soli. Građevinski radovi su planirani vlastitim snagama. Oprema je naručena iz Njemačke, iz Drezdena. Iz Praga je stigla šamotna opeka, brašno i automatska ležišta. Pri prijevozu je stradalo dosta opreme. Sačuvani dio prikupljen je poslije rata. Do partizanskog zauzimanja Tuzle jeseni 1943. solana je normalno radila. Sol koju su proizveli odvozilo se na teritorij pod partizanskim nadzorom. U vrijeme partizanskog odlaska i osovinskog zauzimanja, solanski su radnici sabotirali pogon da se protivnik ne okoristi proizvodnjom. Porušili su četiri kotla, od 1 do 4. Minirali su ložišta ostalih kotlova, pa je potpuna stala proizvodnja soli. Ukupno su u NOB-u od 13 kotlova u solanama u Simin Hanu i Kreki, četiri su sasvim izgorila, a djelimice su oštećena dva kotla, 7 i 8. U rujnu 1944. nakon konačnog partizanskog zauzimanja Tuzle počelo je podizanje porušenih kotlova. Nakon konačnog istjerivanja ratnih neprijatelja, došla je temeljitija obnova, ali sa skromnim sredstvima. Stvaranjem nove države i solana je dobila ime "Solana Kreka u Tuzli". Novo poduzeće osnovano je rješenjem Ministarstva rudarstva FNRJ pov. br. 462/43/3 od 31. listopada 1946. godine. Registrireano je za djelatnosti proizvodnje slane vode i soli, prodaje soli za ljudsku prehranu i stočnu hranu i za reprodukciju. Solani je poslijeratnom raspodjelom dodijeljeno poljoprivredno dobro Hambara u Jeginovu Lugu kod Kalesije. Radnici su dobrovoljnim radom uzgajali goveda i svinje, te proizvodili kukuruz i pšenicu, voće i povrće za potrebe menze u Solani. Ukazom od 1951. sol se obvezno jodiralo radi zatiranja gušavosti. Rješenje u kratkom roku osmislio je majstor Kadrija Hajdarhodžić i uz vlastita rješenja uz minimalna ulaganja uređaj od domaće opreme i materijala napravljen je u vlastitoj radionici i već krajem 1951. svi kotlovi imali su taj uređaj, poslije primijenjen i na morskim solanama. Solana je dugo poslije zatvorena, a na 100. obljetnicu otvaranja prve Solane u Simin Hanu, Solana Kreka je pretvorena u Muzej solarstva.